# Gladiolus maculatus
Gladiolus maculatus är en irisväxtart som beskrevs av Robert Sweet. Gladiolus maculatus ingår i släktet sabelliljor, och familjen irisväxter. Inga underarter finns listade i Catalogue of Life.

## Bildgalleri

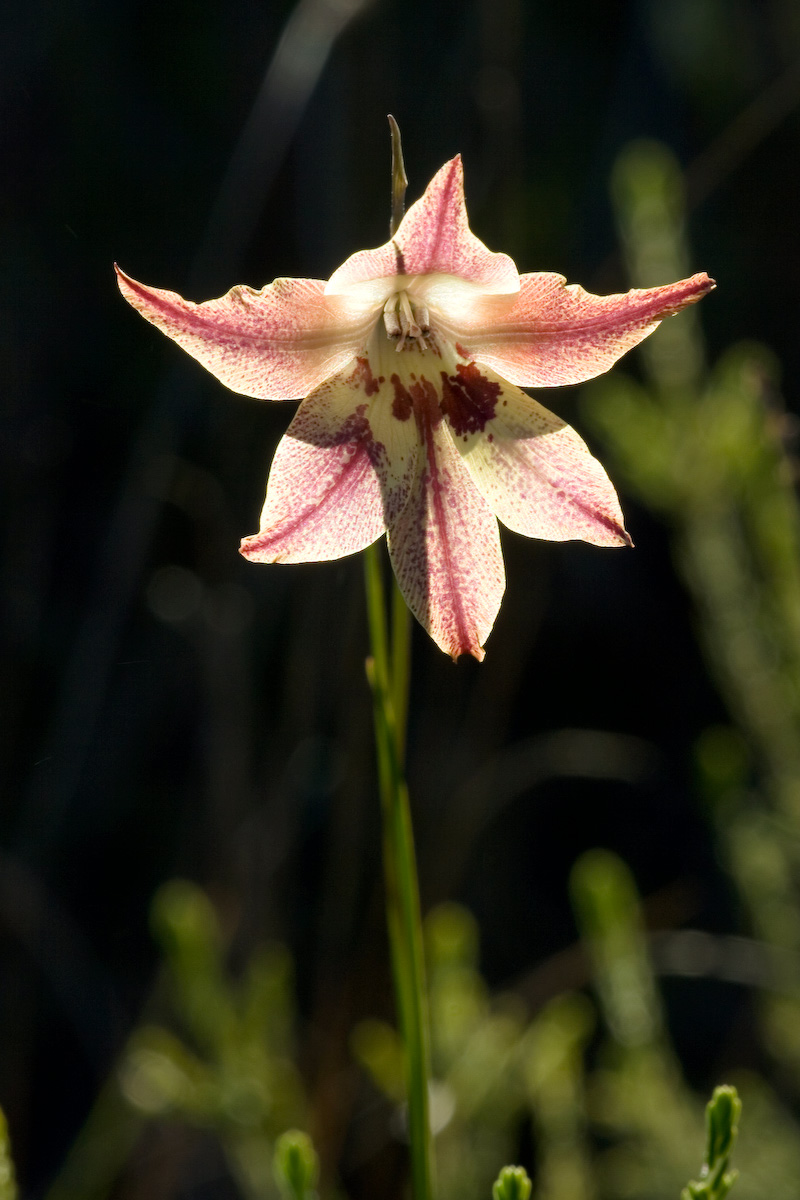